# Брэила
Брэи́ла (Браи́ла, устар. Браи́лов, рум. Brăila) — город в Румынии, в регионе Валахия, административный центр жудеца Брэила. Население — 154,7 тыс. жителей (2021).
Порт на реке Дунай.

## История
Город был основан греками из Истрии в V веке до нашей эры как перевалочный пункт море-река под именем Прохилия (Προχειλία). Эту роль, то есть перевалку грузов с морских судов на речные и обратно, порт Браилы выполнял вплоть до начала XX века.
Во время Русско-турецкой войны (1710—1713) в ходе Прутского похода генерал Ранне двинулся к реке Серету для сбора запасов с 7 драгунскими полками и небольшим числом молдаванской конницы. 10 июля, подойдя к монастырю Максимени, Ранне узнал что трёхтысячный турецкий отряд, занимавший браиловский замок, возводит вокруг него ретраншемент. Чтобы воспрепятствовать этому, Ранне решил немедленно атаковать и, оставив у Максимени обоз с 400 драгунами и молдавскими кавалеристами, 11 июля двинулся к городу. Уже вечером авангард овладел предместьем Брэила; утром 12 июля подошли главные силы, и в 10 часов вечера Ранне атаковал ретраншемент 5-ю спешенными полками, заняв двумя пехотными полками пространство между рекой и замком, чтобы отрезать неприятелю пути отступления. После упорного боя до утра турки оставили ретраншемент и отступили в замок; 14 июля гарнизон, отрезанный от воды, капитулировал. Потери убитыми у русских составили около ста человек, у турок около восьмисот.
В кампанию 1770 года войска под начальством генерала Глебова штурмовали Браилов, но неудачно; однако, когда Глебов получил подкрепление, то турки, узнав об этом, оставили крепость, которая, впрочем, по мирному договору была им вновь возвращена.
Во время Русско-турецкой войны (1828—1829) крепость Браилы была турецким оплотом вплоть до июня 1828 года, когда, после серии мощных артобстрелов (в том числе ракетами А.Д. Засядко) и ряда штурмов, была сдана русским войскам вместе с 300 орудиями (в России город называли Браилов). 
С 1830 года начинается расцвет Браилы. Греки, занятые в основном в судоходстве, всегда составляли значительную часть населения, в особенности на протяжении всего XIX века. Не случайно ряд известных уроженцев города греческого происхождения, включая великого румынского писателя Истрати, грека по отцовской линии.
В городе расположена резиденция русского старообрядческого митрополита Белокриницкого, перенесённая сюда после 1941 года из Белой Криницы.
В Брэила в 1869 году болгарские эмигранты основали Болгарское литературное общество (ныне Болгарская академия наук).

## Достопримечательности
- Церковь Святых Архангелов Михаила и Гавриила

## Города-побратимы
Брэила является городом-побратимом следующих городов:
| - Аргостолион, Греция - Битола, Македония - Кале, Франция - Денизли, Турция - Катерини, Греция - Кавадарци, Македония | - Нилюфер, Турция - Плевен, Болгария - Леистон, Великобритания - Монор, Венгрия - Видин, Болгария - Одесса, Украина |